# Candida theae
Candida theae é uma espécie de levedura do gênero Candida. O nome da espécie significa "chá". Foi isolado pela primeira vez de bebidas de chá da Indonésia e em Quito de potes de barro que continham chicha datado de 680 dC.